# 魏鳴霄
魏鳴霄（？年—1938年12月）。山西省人。他為抗日戰爭期間陣亡的中國軍方高級將領之一。

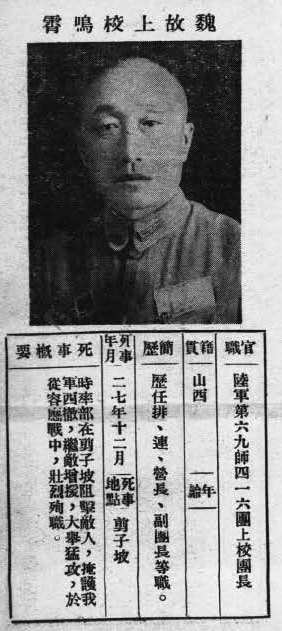
《抗戰軍人忠烈錄》（第一輯）中的魏鳴霄烈士遺像

## 生平[1]
抗戰爆發後，任陸軍第69師416團上校團長。1938年11月率部在山西襄陵堵擊由臨汾西進之日軍，予敵以極大殺傷。同年12月23日，在呂梁山剪子坡阻擊日軍的戰鬥中壯烈成仁。